# Yacimiento de Cerro de la Ermita
El Yacimiento de Cerro de la Ermita es una excavación situada en el municipio de Tiedra, en la actual provincia de Valladolid, comunidad autónoma de Castilla y León, España.
Tiedra tiene su origen en una ciudad Vaccea, posteriormente romanizada e identificada como Amallobriga o Abulobrica. Hacia finales del siglo XVI y sobre el lecho del yacimiento enterrado a través de los tiempos se edificó la ermita de Nuestra Señora de Tiedra Vieja.
En los yacimientos arqueológicos de La Ermita se ve la superposición de materiales de la Segunda Edad de Hierro, (es decir del periodo vacceo) y de la época romana. 
El 17-02-1994 se le otorga el distintivo Bien de Interés Cultural con el número RI-55-0000384.

## Amallóbriga
Es el nombre que dieron los romanos a la ciudad vaccea situada en la pequeña elevación
que se conocería siglos más tarde como Tedra y como Tiedra la Vieja, a unos quinientos metros de la villa definitiva conocida como Tiedra. Se sabe de la existencia de la oppida vaccea gracias a la información de los historiadores Plinio y Ptolomeo; más tarde en época romana aparece mencionada como mansión y con el rango jerárquico especial de civitate junto con Intercatia, Nivaria, Pintia, Septimanca y Tela.
Siguiendo el itinerario de Antonino —siglo III d. C.— y las indicaciones del de Ravennate —siglo VII d. C.— se llega a la ciudad llamada Tiedra a occidente de la cual a unos quinientos m está la ermita de Nuestra Señora de Tiedra Vieja edificada sobre el despoblado cuyo yacimiento arqueológico contiene restos vacceos y romanos de la ciudad de Amallóbriga.
El territorio tiene una extensión de unas catorce hectáreas.
El yacimiento está en un espigón que pertenece al páramo calcáreo que domina la ribera del río Duero hasta llegar a Toro. Se extiende desde la construcción de la ermita y su cementerio hasta el final de dicho páramo. Por su parte norte cercana al pueblo de Tiedra los estudios arqueológicos detectaron los restos de un antiguo foso vacceo y hacia el este, en las zanjas que van llegando hasta la carretera de Toro se han recogido muestras de cerámica celtibérico-vaccea.
Se trata de cerámica negra del tipo de Soto de Medinilla II y cerámica pintada celtibérica.
En la excavación de la llanura de la ermita aparecieron materiales de construcción como ladrillos, tégulas, ímbrices —o tejas curvas—, restos de cal, bloques calizos bien trabajados. Uno de los fragmentos de terra sigillata tiene decoración de círculos y hay otros con figuras. En el lugar del cementerio se hallaron restos de cerámica vaccea y de cerámica romana de TS (terra sigillata).

## Arqueología aérea
La arqueología aérea conseguida a base de fotografías ha sido de una gran ayuda para distinguir el asentamiento vacceo y la ciudad romana. Comenzó su estudio en 1991 ampliándolo en el 2001. Gracias a este trabajo se puede hacer un plano de la extensión del poblamiento, las calles y de los edificios y su tamaño.